# Eddy de Kroes
Eddy de Kroes (23 april 1949) is een multimiljonair die zijn vermogen verdiende als handelaar in vastgoed en vlees. De Kroes is vooral bekend geworden door het feit dat hij, ondanks een veroordeling tot een gevangenisstraf van anderhalf jaar voor fraude met vlees, zijn gevangenisstraf niet hoefde uit te zitten.
De Kroes is de oudste uit een gezin met vijf kinderen en afkomstig uit Den Haag. Zijn vader zette slagerijketen Ger de Kroes op, die in 1977 overging in De Vleeschmeesters. Deze keten had 400 slagerijen in Nederland. In 1984 trok zijn vader zich terug uit de zaak. In 1986 werd Eddy de Kroes voor grootschalige fraude met vlees veroordeeld tot twee jaar gevangenisstraf. Deze gevangenisstraf zat De Kroes echter niet uit. In 2004 werd dit in de pers bekend. Een poging om De Kroes alsnog gevangen te zetten strandde op een brief van officier van justitie mr. Hans Vos waarin De Kroes van strafvervolging werd ontslagen. De Kroes wist gevangenzetting via zijn advocaat Gerard Spong succesvol aan te vechten.
De Kroes was nauw betrokken bij de LPF. Hij was samen met Pim Fortuyn commissaris bij een wervings- en selectiebureau en hij had nauwe zakelijke banden met Ed Maas, die ad-interimvoorzitter was van de LPF.
De Kroes is samen met Maas betrokken bij een voorkennisaffaire uit 2003. De Kroes bouwde toen via Staalbankiers een belang van 10% op in VHS Vastgoed, maar de transacties zouden in het geheim gedaan zijn door Maas. Justitie vervolgt beiden daarom wegens handel met voorkennis. 4 maart 2009 eiste het Openbaar Ministerie tachtig uur taakstraf en een geldboete van 80.000 euro tegen hem vanwege koersmanipulatie en handel met voorkennis. De Kroes werd vrijgesproken van handel met voorkennis, maar veroordeeld tot een geldboete voor het niet nakomen van zijn meldingsplicht.